# Li sposi per accidente
Li sposi per accidente è una farsa per musica in un atto composta da Domenico Cimarosa, su libretto di Giuseppe Palomba, che debuttò al Teatro dei Fiorentini di Napoli durante la stagione di Carnevale del 1781.
Secondo una consolidata prassi produttiva dei teatri napoletani ancora in uso negli Anni '80 del Settecento, le opere comiche erano strutturate in tre atti. Spesso, ma non sempre, il terzo atto veniva sostituito da un'opera nuova, di brevi dimensioni (un atto), anch'essa di argomento comico/farsesco e che si agganciava direttamente all'opera in due atti che la precedeva.
In ottemperanza a questa prassi fu concepita Li sposi per accidente che costituì il terzo atto della commedia per musica in due atti I finti nobili composta dai medesimi autori.

## Trama dell'opera
Li sposi per accidente si apre esattamente dove i due atti de I finti nobili si chiudono. Nei due atti di quest'ultima opera, i personaggi, soddisfatti dell'esito degli eventi nati, sviluppati e conclusi dell'opera decidono, per festeggiare, di mettere in scena una farsa e di chiudere poi la giornata con un grandioso banchetto. La farsetta si apre proprio in questo punto: i protagonisti de I finti nobili stanno assegnando le parti e descrivendo agli altri lo scenario che stanno per rappresentare e che si intitola, appunto, Li sposi per accidente.
L'azione prosegue con lo svolgimento della farsetta vera e propria; il sipario, dopo il Prologo, si apre sulla casa di Pascariello, un finto filosofo, un po' matto, padre di Dorinetta e Brigida. Le due ragazze, con pianti, urla e strepiti disturbano il padre distogliendolo dalle proprie filosofiche letture, chiedendogli con irritante insistenza un aiuto per la risoluzione del loro maggior problema: trovare prima possibile un marito. Le due ragazze trovano una possibile soluzione nei due visitatori e amici di Pascariello, Monsù Brusciolè e Malabarba, accompagnatore ufficiale di Brusciolè. Pascariello ha anche una cameriera e un servo, Chiarella a Pulcinella, innamorati e in procinto di sposarsi.  Il loro matrimonio, però, è messo in crisi dall'arrivo nella casa di Pascariello di un ulteriore ospite, Madama Erlecca, anche lei viaggiatrice, che si innamora di Pulcinella. La trama prosegue con una serie di intrighi e complicazioni e finisce con un inaspettato matrimonio doppio.

## Orchestra
- 2 flauti, 2 oboi
- 2 corni
- Timpani (solo nella Sinfonia)
- Archi

## Discografia
| Anno | Cast | Direttore        | Etichetta |
| ---- | --- | ---------------- | --------- |
| 1970 | Cettina Cadelo, Annarny Bruni, Maria Grazia Ferracini, Gabriella Ravazzi, Ricardo Cassinelli, Giancarlo Montanaro, Gastone Sarti, Adriano Ferrario, Rodolfo Malacarne, Giovanni Faverio. | Bruno Martinotti | Foyer     |